# Zhou Xuanwang
Xuan van Zhou (周宣王) was van 828 v.Chr. tot 782 v.Chr. koning van de Westelijke Zhou-dynastie.  
Hij was de zoon van de in 841 v.Chr. gevluchte koning Li en stond aanvankelijk onder regentschap van de hertogen van Zhou en Zhao (een periode die de “gonghe” wordt genoemd). Zijn regeerperiode werd gekenmerkt door droogten in de eerste jaren van zijn koningschap en oorlogen die de economische opleving in zijn gebieden tenietdeden. Hij behaalde enkele overwinningen, maar werd verslagen door verschillende Rong-stammen. Het lukte koning Zhou evenmin sociale spanningen binnen het Zhou-rijk te beëindigen.